# ČD-Baureihe 380
Die ČD-Baureihe 380 sind von Škoda Transportation gebaute Mehrsystemlokomotiven des Eisenbahnverkehrsunternehmens České dráhy (ČD). Als ZSSK-Baureihe 381 und DB-Baureihe 102 entstanden einzelne Fahrzeuge für andere Unternehmen. Sie werden vom Hersteller als Typ 109E bezeichnet.

## Geschichte
Schon in den 1980er-Jahren arbeitete Škoda an technischen Innovationen wie Asynchronmotoren mit Drehstromantrieb. Ab 1985 entwickelte der Hersteller den damit ausgerüsteten Werkstyp 85E als Basis der sogenannten III. Ellok-Generation. Ein erstes Projekt einer Dreisystemlokomotive für höhere Geschwindigkeiten und mit Asynchronmotoren, geregelt durch GTO-Thyristoren, gab es mit dem Typ 103E.

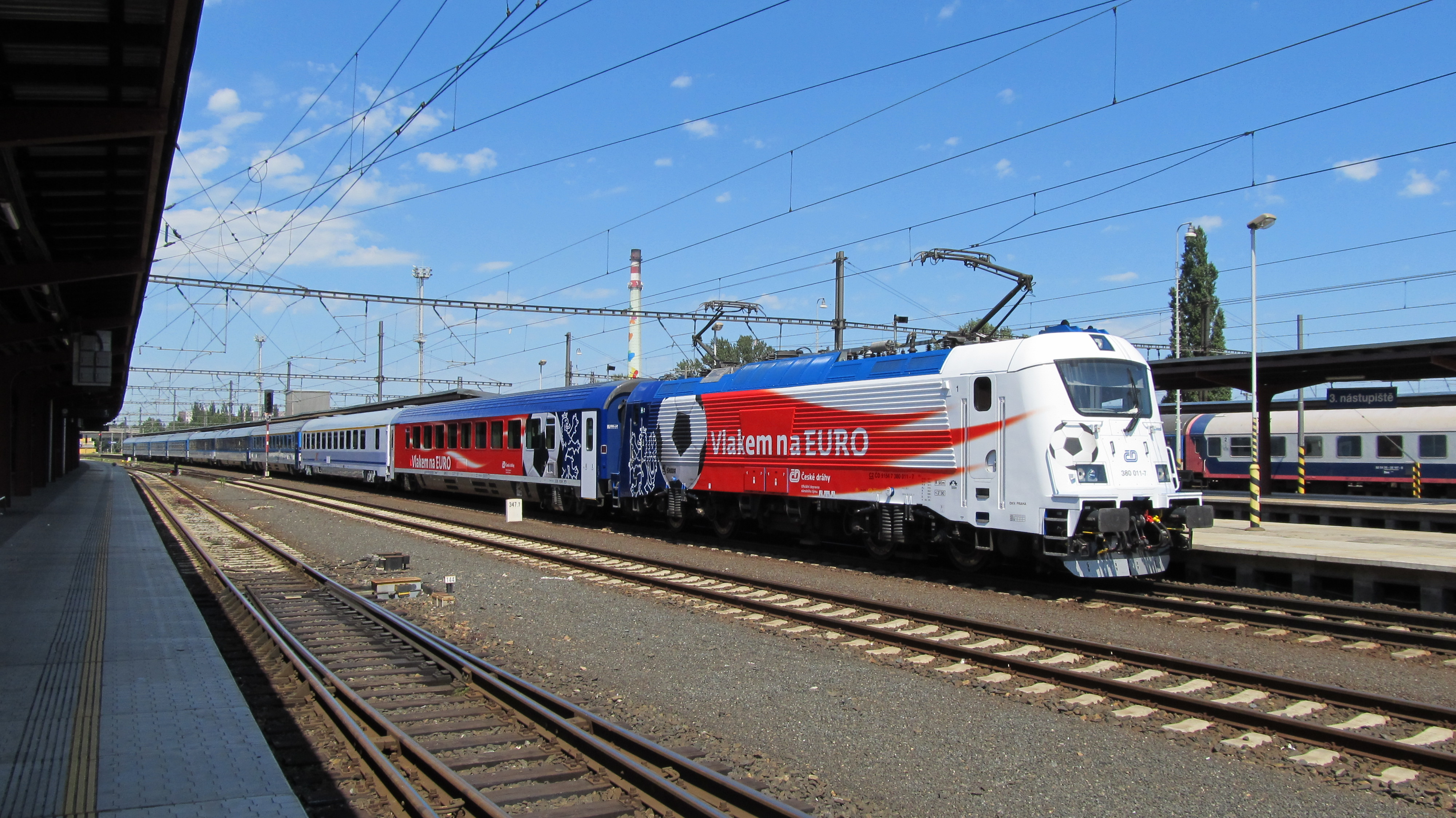
380 011 mit Sonderlackierung „Vlakem na EURO“ vor einem Sonderzug zur Fußball-Europameisterschaft (2012)

Im Jahr 2002 veröffentlichten die České dráhy die erste Ausschreibung für 20 Dreisystemlokomotiven, die im März 2003 endete. Dabei konkurrierten Siemens mit seinem Lok-Typen ES64U4-C und Škoda Dopravní technika (seit Ende 2004: Škoda Transportation) in Kooperation mit Bombardier Transportation. Da die eingereichten Angebote die ČD nicht zufrieden stellten, starteten sie unter Berücksichtigung von EU-Fördermitteln eine zweite Ausschreibung, die am 27. Dezember 2003 endete. Siemens und Škoda Dopravní Technika beteiligten sich erneut – die Pilsner Firma diesmal getrennt mit ihrem überarbeiteten Werkstyp 109E. Nachdem Škoda durch hohes technologisches Niveau zu einem niedrigeren Preis gewonnen hatte, bestellten die ČD im April 2004 zwanzig Lokomotiven dieses Typs. Das Porsche Studio wurde dazu eingeladen, beim Design mitzuwirken. Bis Ende 2005 sollten zwei Prototypen entstehen, allerdings noch ohne Ausrüstung. Außer dem Einsatz im Inlandspersonenverkehr strebten die ČD auch die Zulassung für 200 km/h auf den Paneuropäischen Verkehrskorridoren in Österreich, Deutschland, Ungarn, Polen und der Slowakei an.

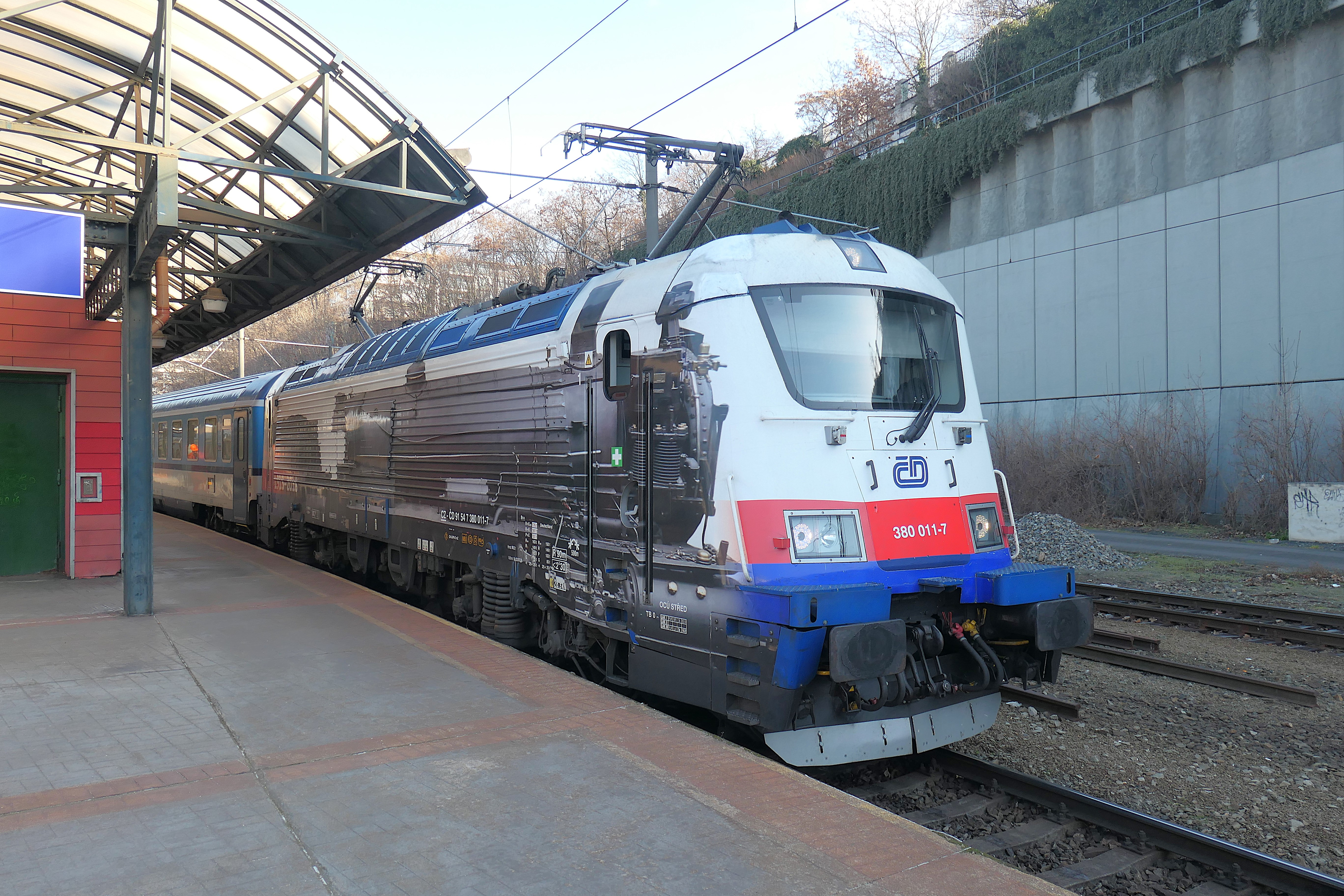
380 011 mit Sonderlackierung der 375 007 (2025)

Erhebliche Verzögerungen in der Entwicklung entstanden durch die Einführung der Crash-Norm EN 15227, die das Verhalten von Eisenbahnfahrzeugen bei Kollisionen festlegt, sodass eine Überarbeitung der Konstruktion des Lokomotivkastens nötig wurde. Nach verschiedenen Entwürfen von Porsche wurde die endgültige Form am 24. Juli 2008 mit der späteren 380 002 bei einem Pressetermin im Werk vorgestellt. Die offizielle Präsentation folgte auf der InnoTrans im September 2008 in Berlin. Die Testfahrten auf dem Versuchsring Velim sowie die weitere Erprobung dauerten etwa vier Jahre. Für den Dezember 2009 war der erste reguläre Einsatz vor den EC-Zügen Berlin–Prag–Wien vorgesehen.
2010 und 2011 lieferte Škoda die bestellten Serienlokomotiven an die ČD aus. Der Hersteller hatte für diese Baureihe in Pilsen eine neue Halle mit einer Fertigungslinie für jährlich 12 Lokomotiven errichten lassen. Bei größerer Nachfrage hätte auf einer ähnlichen Linie und in vier weiteren Schwesterunternehmen der Holding die Fertigungskapazität erhöht werden können. Im Mai 2010 übernahm die 380 007 die ersten regulären Leistungen im Güterverkehr. Der Einsatz vor EuroCity-Zügen zwischen Prag und Břeclav begann mit zwei Maschinen im Versuchsbetrieb im Dezember 2010.

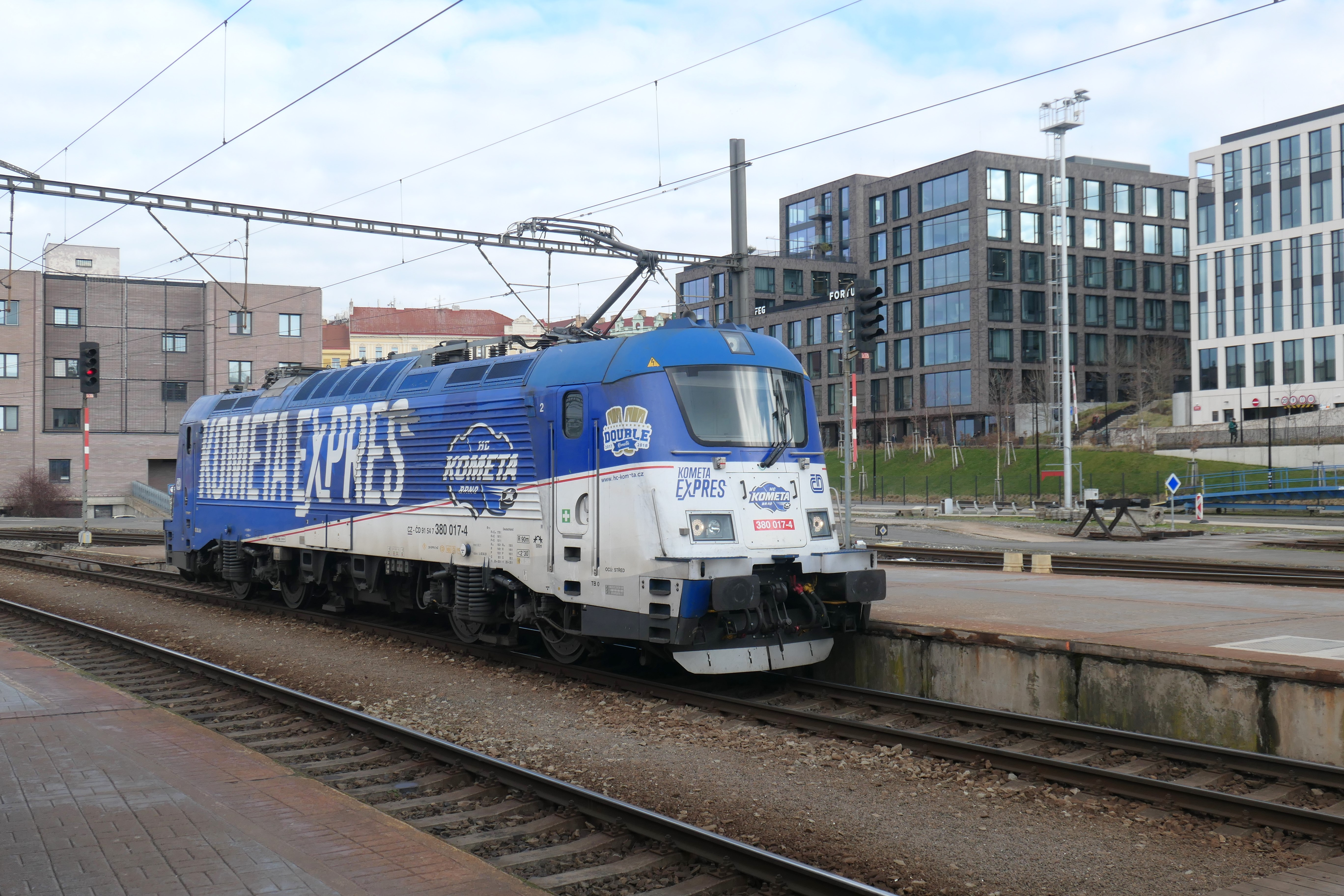
Lokomotive 380 017 mit Sonderlackierung „Kometa Expres“ (2025)

Die ursprüngliche Zusammenarbeit mit Bombardier führte zu Rechtsstreitigkeiten, die den Konkurrenten nach mehreren gescheiterten Einigungsversuchen dazu veranlassten, die für Zulassungsfahrten in Österreich weilende 380 004 von den lokalen Behörden am 18. Mai 2011 (nach anderen Quellen 22. Mai 2011) beschlagnahmen zu lassen. Škoda Transportation legte daraufhin wegen des Verdachts der Industriespionage – den die Österreicher dementierten – bei der Europäischen Kommission Protest ein. Am 9. November desselben Jahres wurde das Fahrzeug nach Zahlung einer Kaution von knapp 900.000 Euro wieder freigegeben und umgehend nach Tschechien überführt. Konkret ging es in der Auseinandersetzung um ca. 10 Mio. CZK (dem Bruchteil des Wertes einer Lokomotive) als teilweise Rückerstattung von Lizenzgeld, die Škoda in Österreich von dem kanadischen Hersteller einforderte. Im Gegenzug verlangte Bombardier mehr als das Doppelte der Summe für die Vertragsauflösung. Laut Škoda war die Beschlagnahme angesichts des zur Debatte stehenden Betrages eine unverhältnismäßige, „dem Wilden Westen würdige Praktik“ und ein gut vorbereiteter Einschüchterungsversuch, der die Homologation der Lokomotive verzögern sollte. Dafür sprach die vorausgegangene lückenlose Überwachung des Fahrzeugs während des Aufenthalts in Österreich, dass bereits eine Abschlepp-Lokomotive bereitstand, in einer Halle ein Platz zum Schutz vor Škoda-Mitarbeitern angemietet und eine Versicherung für die Maschine abgeschlossen worden war. Weil die Lokomotive zu diesem Zeitpunkt als einzige die höchsten TSI-Standards für den Betrieb in Europa erfüllte, war für den Hersteller inakzeptabel, dass sie ein Konkurrent vor seiner Zulassung in die Hände bekommen konnte. Škoda beklagte, dass sie nach der Beschlagnahme trotz wiederholter Aufforderung nicht versiegelt wurde und sah sein Know-how in Form der in ihre Entwicklung investierten 270.000 Arbeitsstunden und 380 Mio. CZK gefährdet.
Am 27. Juni 2013 wurde die Lok 380 007 auf den Langstreckenläufer Emil Zátopek getauft, der 1948 und 1952 olympische Goldmedaillen errang und den Spitznamen „Tschechische Lokomotive“ trug. Seitdem vermarktet Škoda den Lokomotivtyp 109E unter dem Namen des Sportlers.
Auf der Relation Prag–Brünn–Wien begann der Einsatz mit dem Fahrplanwechsel am 15. Dezember 2013.
Mit Stand Februar 2014 lagen Zulassungen für Tschechien, die Slowakei, Ungarn, Österreich und Polen vor. Bereits im April 2013 erhielten die Fahrzeuge die dafür erforderliche Zertifizierung laut TSI Highspeed.
Vom 5. bis 20. Oktober 2014 weilte die 380 002 zu Personalschulungsfahrten in Ungarn. Von Budapest Déli pályaudvar beförderte sie Züge nach Székesfehérvár und Siófok. Zum Fahrplanwechsel im Dezember 2014 war die durchgehende Bespannung der Expresszüge zwischen Prag und Budapest als Ersatz für die bisher hier eingesetzte Reihe 350 geplant.
Ab 13. Dezember 2015 war die Traktion der Eurocity-Züge zwischen Prag, Berlin und Hamburg ohne Lokwechsel vorgesehen. Das notwendige Zulassungsverfahren des Eisenbahn-Bundesamtes (EBA) für einen Betrieb bis 200 km/h in Deutschland wurde im Mai 2015 erfolgreich abgeschlossen. Das für die deutschen Schienenwege zuständige Eisenbahninfrastrukturunternehmen DB Netz verweigerte allerdings zunächst eine uneingeschränkte Zulassung. Als Grund dafür wurden vom Laufwerk verursachte unzulässige Schwingungen beim Befahren von Brücken genannt. Besonders traf dies auf die Dresdner Marienbrücke zu. Der Hersteller bestritt jegliches Fehlverhalten, weil er den České dráhy im Mai die erforderlichen EBA-Unterlagen zur Verfügung gestellt und damit seine vertraglichen Verpflichtungen erfüllt hatte. Er betonte, dass die Vereinbarung von Trassenzugangsbedingungen mit dem Infrastrukturbetreiber die Angelegenheit des EVU sei. Aufgrund des Zeitdrucks und der drohenden Sanktionen wegen Nichterfüllung der Vertragsbedingungen nahmen die ČD Verhandlungen mit mehreren Leasingunternehmen auf, darunter mit der Firma ELL Austria. Im Mai 2017 wurde nach einer Ausschreibung ein entsprechender Vertrag zum Leasing von zehn Dreisystemlokomotiven des Typs Siemens Vectron abgeschlossen, die ab Dezember desselben Jahres von den ČD für die durchgehende Traktion der Eurocityzüge von Prag nach Hamburg eingesetzt wurden.
Im April 2016 kündigten die ČD erstmals die Ausstattung der Lokomotiven mit ETCS an, was aber auch im zweiten Anlauf 2021 nicht gelang. Das Unternehmen zog daher die Umstationierung der Fahrzeuge oder erneut ihren Verkauf in Betracht.
Die uneingeschränkte Zulassung für den Einsatz der Baureihe 380 in Deutschland erteilte DB Netz im November 2017.
Im Oktober 2018 äußerte der damalige Verkehrsminister Dan Ťok in einem Interview, dass es sich bei den Lokomotiven um „überteuerten Ausschuss“ handele, verbunden mit der Forderung, diesen an den Hersteller zurückgeben zu müssen. Als Grund gab er technische Probleme an, wie schlecht aufeinander abgestimmte Fahrmotoren. Er bat die ČD um eine Analyse, inwiefern die Gewährung eines Rabatts infrage komme. Dem Vorwurf, dass das EVU mit Škoda „einen Deal“ gemacht habe, widersprach er, da zuvor Bombardier einen Auftrag zur Lieferung von Lokomotiven für ČD Cargo erhalten hatte.
Im Oktober 2020 gaben die ČD bekannt, dass man die Lokomotiven bis 2025 verkaufen oder an Dritte langfristig vermieten wolle. Entsprechende Angebote wurden verschiedenen Eisenbahnverkehrsunternehmen unterbreitet, darunter auch ČD Cargo, welche kein Interesse an dieser Baureihe hatten und bevorzugt Lokomotiven von Siemens und Bombardier bestellten oder von der ČD ältere Lokomotiven aus dem Personenverkehr übernehmen. Als problematisch stellt sich auch die fehlende Ausstattung der Lokomotiven der Baureihe 380 mit ETCS dar. Erst in der dritten Ausschreibung der ČD für eine derartige nachträgliche Installation (mit Baseline 3, Version 3.4.0) reichte einzig die ČD-Telematika ein Angebot für 44,3 Mio. CZK pro Fahrzeug ein. Weil dies mehr als dem Doppelten der erwarteten Kosten und fast der Hälfte einer neuen Mehrsystemlokomotive entsprach, stornierte das EVU die Ausschreibung.
Im April 2022 beschloss die ČD-Geschäftsführung die Aussonderung der Baureihe 380 aus ihrer Fahrzeugflotte nach 2025. Grundlage für diese Entscheidung war die verbuchte Wertminderung im Jahr 2021 in Höhe von 1,11 Mrd. CZK (nach 522 Mio. CZK im Jahr 2020), woraus sich „bestenfalls“ ein geschätzter Marktwert von 45–50 Mio. CZK pro Lokomotive ergab. Die interne Analyse von Maschinen mit vergleichbarem Nutzen, technischen Eigenschaften unter Berücksichtigung des Altersunterschiedes, Ausstattung, Serviceverfügbarkeit, Wartungsanspruch usw. machte erhebliche Zweifel an der künftigen Nutzbarkeit deutlich.
Am 27. Juni 2024 stieß die an der Spitze des Eurocity 279 Metropolitan laufende 380 004 auf einem Bahnübergang im slowakischen Nové Zámky mit einem Linienbus zusammen. Der vordere Führerstand brannte aus. Die ČD musterten die Lokomotive daraufhin aus. Die wiederverwendbaren Baugruppen werden als Tauschteile für die anderen 19 Lokomotiven genutzt.
Mitte 2024 gab der Betreiber ČD bekannt, die Lokomotiven von dem Korridor Praha hlavní nádraží – Břeclav abzuziehen und sie stattdessen auf den Linien in Richtung Budweis und Linz einzusetzen.
Auch zum Jahresbeginn 2025 war der weitere Verbleib trotz mehrjähriger Diskussion noch ungewiss. ČD Cargo hatte inzwischen von einem Kauf Abstand genommen, um mit den Lokomotiven ohne ETCS-Ausrüstung auf den Balkan zu expandieren, weil auch dort perspektivisch der ausschließliche ETCS-Betrieb zu erwarten ist. Nachdem der Škoda-Konzern 2024 eine platzsparende ETCS-Anlage vorgestellt hatte, besteht nun die Möglichkeit, die Lokomotiven bei den ČD zu belassen und mit ETCS nachzurüsten.

### Rechtsstreit um Nachzahlung
Ausgangspunkt des Streits war, dass die České dráhy 2004 den Vertrag mit Škoda über 20 Lokomotiven mit dem Liefertermin 2009 für 2,7 Mrd. CZK abgeschlossen hatten. Der Hersteller übergab sie aber erst vier Jahre später und ohne die vereinbarten Genehmigungen für den Auslandsbetrieb. Die ČD behaupteten, dass Škoda Transportation bei der Lieferung der Fahrzeuge in Verzug geraten sei. Die Firma begründete die Verspätung jedoch mit äußeren Einflüssen, also Änderungen relevanter Normen, die grundlegende Konstruktions- und Homologationsänderungen erzwangen, die sie nach Vertragsabschluss hinnehmen musste. Die Ankündigung der ersten Version der TSI 2008 (für Standards der bahntechnischen Zulassung) Anfang 2005 und deren offizielle Veröffentlichung am 1. September 2008 zwang Škoda zu deren Einhaltung in der gesamten Entwicklungsphase. Der Vertrag berücksichtigte diese Situation und legte auch die Kostenverteilung zwischen Lieferant und Kunde fest, einschließlich einer Anpassung der Kaufpreisvalorisierung während der Herstellung und Homologation. Der zweite Streitpunkt war, dass die České dráhy ab 2008 vertraglich festgelegte Zahlungen zurückhielten und der Hersteller bei Zahlungsverzug durch den Abnehmer die Auslieferung verschieben konnte.
Nachdem 2012 Škoda zum zweiten Mal einen zugesagten Liefertermin nicht eingehalten hatte, drohte der damalige Chef der ČD, Petr Žaluda, mit einer gerichtlichen Auseinandersetzung vor der Handelskammer. Er forderte vom Hersteller wegen den verspäteten Lieferungen Strafzahlungen von rund einer Dreiviertelmilliarde CZK.
Daraufhin hatte Škoda 2013 und 2014 den České dráhy als guten Kunden zweimal einen außergerichtlichen Vergleich vorgeschlagen. In Summe verlangte der Hersteller zuletzt etwa den geschuldeten Preis einer Lokomotive von 208 Mio. CZK zuzüglich 35 Mio. CZK Zinsen, wobei die Valorisierung pro Fahrzeug inzwischen 329 Mio. CZK ergeben hatte. Als Gegenleistung bot er den ČD die Durchführung der höheren Instandhaltungsstufen (Hauptreparaturen) im Wert von 320 Mio. CZK an. Škodas Vorschlag lehnten die ČD mit der Begründung ab, auf der Grundlage eines Gerichtsurteils vorgehen zu wollen. Der Hersteller mutmaßte, dass es nicht zum Gerichtsverfahren gekommen wäre, wenn die ČD sein Angebot des außergerichtlichen Vergleichs angenommen hätten. Bei einem Treffen im November 2013 hatten beide Unternehmen noch ihre Bemühungen um eine Einigung erklärt.
Für ein Schiedsverfahren legten beide Parteien im Juli 2015 ihre Vorschläge und Beweise vor. Die České dráhy verlangten von Škoda 940 Mio. CZK Vertragsstrafe wegen der Lieferverzögerung, der Hersteller forderte im Gegenzug 1,425 Mrd. CZK; davon 760 Mio. als inflationsbedingte Kaufpreiserhöhung, hauptsächlich für den Zeitraum, in dem die Lokomotiven nicht geliefert wurden und knapp 300 Mio. als Miete für die Zeit, in der sich die Maschinen im Testbetrieb befanden. Für die Entscheidung des Schiedsgerichts gab es keine Frist. Für etwaige Verluste hatten die ČD in ihrer Buchhaltung bereits eine Rückstellung gebildet. Das Schiedsverfahren an sich war auch deshalb paradox, weil Škoda Transportation den eigenen Fortbestand im Wesentlichen den České dráhy zu verdanken hat. Innerhalb von fünf Jahren hatte das EVU mit diesem Hersteller Verträge im Wert von 25 Mrd. CZK abgeschlossen.
Im Herbst 2015 erreichte der Streit seinen Höhepunkt, als das Schiedsgericht der Handels- und Agrarkammer Tschechiens urteilte, dass die České dráhy 468 Mio. CZK unverzüglich nachzahlen und zudem eine Inflationsklausel unterzeichnen mussten, die sich auf weitere 628 Mio. belief. Das waren 861 Mio. mehr als der vom Hersteller vorgeschlagene Betrag zur außergerichtlichen Einigung. Škoda Transportation bedauerte, dass diese Auseinandersetzung nicht früher beigelegt werden konnte. Das Gericht begründete seine Entscheidung damit, dass das EVU mit der Zahlungseinstellung an Škoda wegen der Lieferverzögerungen gegen den Vertrag verstoßen habe und sich außerdem verpflichtet hatte, den Streit durch ein Schiedsverfahren zu schlichten. Verkehrsminister Dan Ťok untersagte daraufhin umgehend Schiedsklauseln in seinem Resort.
Am 18. November 2015 verkündete das tschechische Verkehrsministerium zusammen mit den České dráhy, dass sie gegen das Schiedsgerichtsurteil klagen werden. Ťok nannte es „in vielerlei Hinsicht fragwürdig“ und forderte das EVU auf, bis zu einem neuen Urteil nicht zu zahlen. Laut Tomáš Ignačák, Chef von Škoda Transportation, hatten sich die ČD geweigert, die während der Vertragslaufzeit vorgenommenen Änderungen der TSI-Standards zu berücksichtigen und darüber zu verhandeln. Ťoks Vorhaben, die damals laufenden Verträge mit dem Hersteller überprüfen zu wollen, um ähnliche Risiken künftig zu verhindern, bezeichnete er als „Schikane“.
Die České dráhy stellten daraufhin beim Stadtgericht Prag ein Ablehnungsgesuch, um das Urteil des Schiedsgerichts aufzuheben. Sie begründeten die mögliche Befangenheit des Richters Milan Polák damit, er sei hochrangiges Mitglied der Anwaltskanzlei Weinhold Legal, später Teil der globalen Beratungsgruppe Ernst & Young (EY). Hierzu zählt auch das Gutachterinstitut E&Y Valuations, das 2014 zwei Expertisen für Škoda Transportation erstellt hatte. Der Erstinstanz und dem Berufungsgericht fehlten aber konkrete Angaben, die eine Befangenheit hätten belegen können. Das Stadtgericht lehnte den Antrag im März 2019 ab, weil es den Schiedsspruch selbst nicht überprüfen konnte, sondern nur, ob Verfahrensregeln verletzt wurden.
Am 31. August 2021 bestätigte das Prager Obergericht im Berufungsverfahren die Entscheidung des Stadtgerichts. In der Anhörung argumentierte die ČD, dass letztgenanntes die Beweise nicht ausreichend geprüft hatte. Zudem habe es lediglich auf Grundlage einer Urteilskopie entschieden, die nicht-öffentliche und für die Beteiligten unzugängliche Abschnitte enthielt. Das Berufungsgericht erkannte die Beschwerden der ČD jedoch nicht an und bestätigte die ursprüngliche Entscheidung. Es verwies auch auf die vereinbarte Schiedsklausel, die eine gerichtliche Streitbeilegung in der Sache nicht zulasse.
Im Juli 2022 bewertete das Oberste Gericht der Tschechischen Republik die Weigerung des Prager Stadtgerichts, nicht auf die angebliche Befangenheit eines Richters einzugehen, als Fehler. Damit ordnete es die Wiederaufnahme des Verfahrens am Stadtgericht an. Als dieses über den Befangenheitsantrag negativ entschieden hatte, wäre in einem Prozess vor allgemeinen Gerichten keine erneute Überprüfung möglich gewesen. Die ČD brachten in ihrer Berufung noch weitere Einwände vor, waren jedoch nur mit dem erfolgreich, der sich auf die Befangenheit bezog und genügte, um das Urteil des Stadtgerichts aufzuheben.
Am 18. Oktober 2022 wies das Stadtgericht Prag sämtliche Einsprüche der ČD zurück und erklärte, die Annahme, dass begründete Zweifel hinsichtlich einer möglichen Befangenheit vorlägen, sei nicht gegeben. Am 21. März 2023 bestätigte das Obergericht Prag die Entscheidung der Vorinstanz, „dass zwischen dem Richter und dem Beklagten kein wirtschaftliches Abhängigkeitsverhältnis bestand, geschweige denn von einer solchen Intensität, dass Zweifel an seiner Unparteilichkeit aufkommen würden“.
Nachdem das Oberste Gericht zum Jahreswechsel 2023/2024 zum zweiten Mal die Berufung der ČD abgewiesen hatte, wandten sie sich an das Verfassungsgericht der Tschechischen Republik. Das Unternehmen respektierte zwar Gerichtsentscheidung, vertrat jedoch weiterhin den Standpunkt des erheblichen Interessenkonflikts seitens des Richters, der vom Verfahren ausgeschlossen hätte werden müssen.
Gewinner der Auseinandersetzung wurden die beauftragten Anwaltskanzleien, auch wenn sich ihre ursprünglichen, durch einen „Aufschlag“ für den komplexen Fall erhöhten Honorarforderungen nicht in Erfüllung gingen. Die České dráhy, vertreten von Weil, Gotshal & Manges, verlangten die Erstattung von 48 Mio. CZK, Škodas im Schiedsverfahren betraute Kanzlei Pokorný, Wagner & Partner forderte insgesamt 128 Mio. CZK. Wie viel sie ihren Anwälten letztlich zukommen ließen, wollten beide Seiten nicht kommunizieren. Die Gerichte hatten niemanden gestattet, die Verteidiger der Gegenseite zu bezahlen.
Die České dráhy können sich seit 2015 „rühmen“, weltweit die teuersten Lokomotiven gekauft zu haben. Eine kostete unter Berücksichtigung des Verfahrens rund 170 Mio. CZK (umgerechnet ca. 6,8 Mio. EUR) – seinerzeit das 1,7-fache eines Siemens Vectron (ca. 4 Mio. EUR).

## Technische Merkmale

### Mechanischer Teil

#### Aufbau

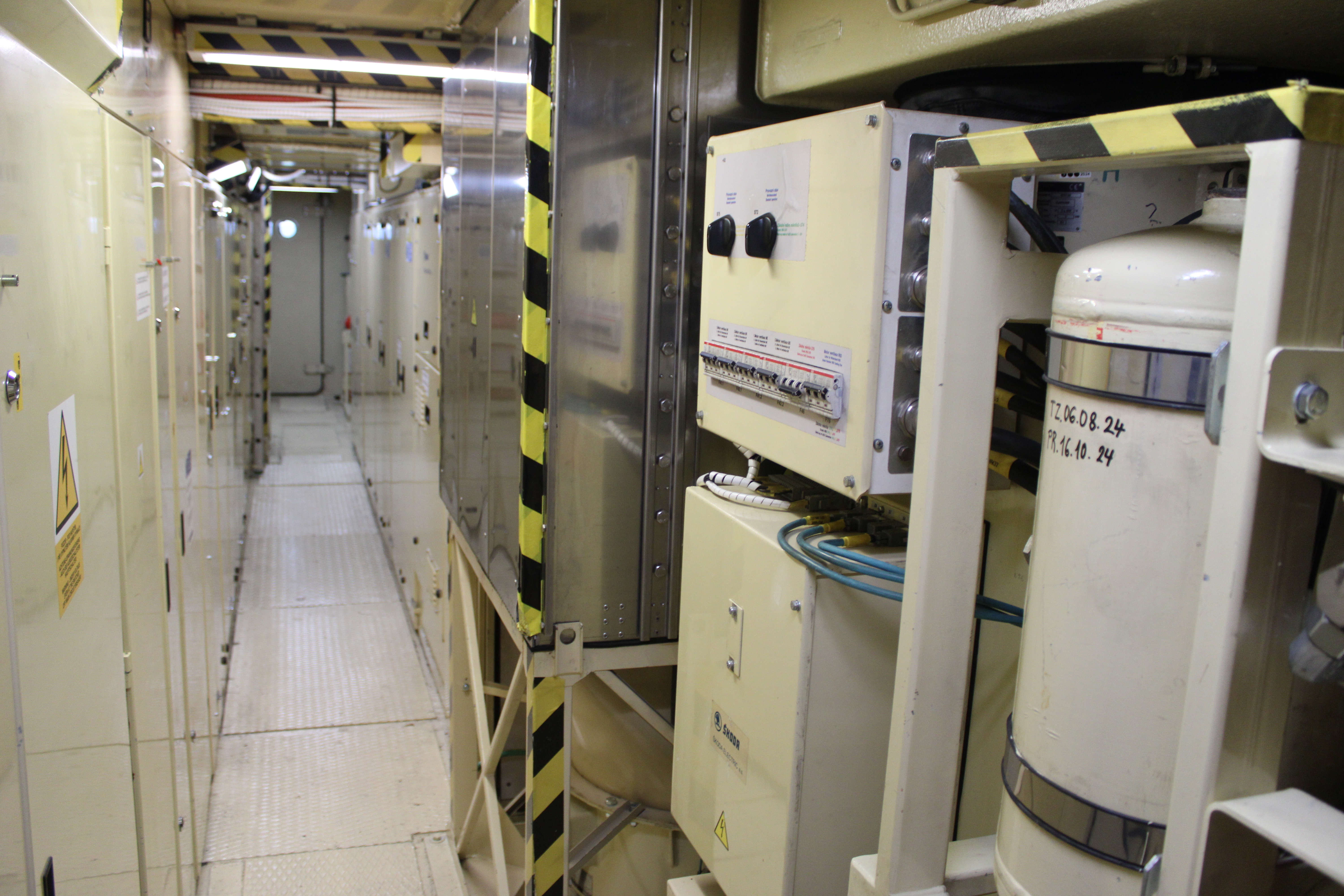
Maschinenraum mit zentralem Mittelgang

Bei der ČD-Baureihe 380 handelt es sich um kastenförmige Drehgestelllokomotiven mit einem zentralen Maschinenraum mit Mittelgang und zwei beidseitig zugänglichen Endführerständen. Diese sind druckdicht, klimatisiert und erhielten ein neues Bedienfeld. Der Lokkasten ist eine selbsttragende, geschweißte Stahlkonstruktion aus Blechen und Profilen mit Unterrahmen, der an den Enden die Zug- und Stoßvorrichtungen sowie die Führerstände aufnimmt. Zum Hauptrahmen gehören zwei innere Langträger. Die Karosseriekonstruktion orientierte sich am Škoda-Prototyp (ab Werk als 85E0-ATM, für den Betrieb im ČSD-Netz als 169 001-5 bezeichnet), weil man mit den gesickten, leichten Seitenwänden gute Erfahrungen hatte. Die gegen Kollisionen widerstandsfähigen Führerstandskabinen sind durch feuerbeständige Zwischenwände vom Maschinenraum getrennt und entsprechen der internationalen TSI-Vorschrift zur Crashfestigkeit von Fahrzeugen. Die Kopfstücke des Lokrahmens sind auf eine möglichst einfache Reparatur im Schadensfall ausgelegt. Die einteiligen Panorama-Frontscheiben mit Sicherheitsfolie erfüllen die Anforderungen der UIC 651 und ermöglichen eine gute Sicht auf die Strecke.

#### Drehgestelle
Bei der zweiachsigen Drehgestellkonstruktion wurde ebenfalls auf die Erfahrungen mit der 85E und den Triebzügen der ČD-Baureihe 471 zurückgegriffen. Sie sind zweistufig gefedert, der Rahmen besteht aus geschweißtem Stahl. Sein mittlerer Querträger ist mit dem am Lokomotivrahmen eingepressten Drehzapfen verbunden, der zusammen mit einem Lemniskatenlenker die Zug- und Bremskräfte überträgt. Die Radsätze bestehen aus Monoblockrädern mit einer hohlgebohrten Achse. Die Radsatzführung im Drehgestellrahmen erfolgt über in Gummi-Silentblöcken gelagerte Radsatzlenker. Die Primärfederung übernehmen Spiralfedern, die sich auf Armen der Achslagergehäuse abstützen und durch parallel montierte Stoßdämpfer ergänzt werden. Die Sekundärfederung gewährleisten Dreiergruppen von Schraubenfedern nach dem Flexicoil-Prinzip, die auch Querbewegungen der Drehgestelle relativ zum Lokkasten ermöglichen – ebenfalls mit hydraulischen Stoßdämpfern. Zwischen den äußeren und dem mittleren Querträger des Drehgestellrahmens sind zwei Antriebseinheiten mit je einem Fahrmotor und angeflanschtem Getriebegehäuse angeordnet. Das Getriebe ist einstufig mit einem lose an der Fahrmotorwelle montierten Ritzel und schrägverzahnten Stirnrädern. Die Drehmomentübertragung zum Radsatz erfolgt über eine Kardanhohlwelle, die die Achse umschließt. Eine Drehgestellkoppelung verbindet die Drehgestelle mechanisch miteinander. Zur Ausstattung gehören eine Spurkranzschmierung und eine Putzbremse.

### Druckluft- und Bremsanlage
Zur Drucklufterzeugung kommen ein Mattei-Rotationskompressor und ein batteriebetriebener Hilfskompressor zum Einsatz. Als Druckluftspeicher für die pneumatische Bremse dienen zwei unter den Führerständen aufgehängte Hauptluftbehälter. Die Lokomotiven sind mit einer Feststellbremse (ausgeführt als Federspeicherbremse), einer selbsttätigen Druckluftbremse (System DAKO DK-GP), einer direktwirkenden Zusatzbremse, elektrodynamischen Bremse (EDB) und einer Parkbremse ausgestattet. Die selbsttätig wirkende Bremse wird mit dem kombinierten Fahrbremshebel bedient. Sowohl die selbsttätige als auch die Zusatzbremse werden über elektrische Bremsventile gesteuert. Die Parkbremse wird aktiviert, sobald die Lokomotive zum Stillstand kommt. Eine zusätzliche elektropneumatische Bremse ergänzt die Wirkung der EDB bei ihrem Ausfall oder bei Geschwindigkeitsverminderung in dem Maße, dass der angeforderte Verzögerungswert erhalten bleibt. Das Abbremsen der Radsätze übernehmen Bremseinheiten von Knorr Bremse, die sich an den Stirnseiten der Drehgestellrahmen befinden. Die Bremsscheiben an den Radscheiben bestehen aus Aluminium.

### Elektrischer Teil

#### Stromzuführung
Die Stromentnahme vom Fahrdraht erfolgt über zwei pneumatisch betriebene Einholmstromabnehmer mit variablem Anpressdruck je nach Bahnstromnetz. Bei 3 kV Gleichspannung wird der Strom über Trennschalter und einen elektromagnetischen Hauptschalter zur Sekundärwicklung des Traktionstransformators geleitet, der dabei als Eingangsfilterdrossel dient. Bei Wechselspannung 25 kV, 50 Hz oder 15 kV, 16,7 Hz gelangt der Strom über einen Drucklufthauptschalter zur Primärwicklung des Haupttransformators, der auf das entsprechende Wechselspannungsnetz umgeschaltet wird.

#### Transformator
Der Haupttransformator hängt am Lokomotivrahmen zwischen den Drehgestellen und wird mit Silikonöl gekühlt. Er beinhaltet eine Primärwicklung, acht Sekundärwicklungen für die Traktion und vier Wicklungen für die Zugheizung. Die Umschaltung der Wechselspannungssysteme erfolgt primärseitig.

#### Traktionskreis
Vom Haupttransformator wird der Strom zwei Traktionsstromrichterschränken des Typs 1 MS-1 von ŠKODA Electric im Maschinenraum zugeführt. Sie bestehen aus einem Vierquadrantensteller, einem Gleichspannungszwischenkreis, zwei zweiteiligen Traktionswechselrichtern – je einer pro Fahrmotor – und einem Pulssteller für den EDB-Block. Als Leistungselemente im Stromrichter kommen wassergekühlte IGBT-Elemente von EUPEC zum Einsatz.

#### Fahrmotoren
Die vier Fahrmotoren ML 4550 K/6 von ŠKODA Electric sind Drehstrom-Asynchronmaschinen mit Käfigläuferwicklung. Die Statorwicklung ist im Doppelstern geschaltet. Die Kühlung erfolgt extern durch Axiallüfter. Sie zeichnen sich durch hohe Leistung bei verhältnismäßig geringen Abmessungen und Gewicht aus.

#### Hilfsbetriebe
Die Nebenantriebe wie Kompressor- und Lüfterantriebe übernehmen Drehstrom-Asynchronmotoren. Diese werden über Wechselrichter aus dem 570-V-Gleichstromnetz mit Strom versorgt, das galvanisch von den Hochspannungskreisen getrennt ist.

#### Elektrodynamische Bremse (EDB)
Die EDB kann im Widerstands- oder Rekuperationsmodus arbeiten. Im Widerstandsbetrieb wird die erzeugte elektrische Energie in den in Blöcken angeordneten Teilwiderständen in Wärme umgewandelt. Jeder Block enthält vier dauerbelastbare Bremswiderstände und einen Axiallüfter, der von einem Asynchronmotor angetrieben wird.

#### Steuerung

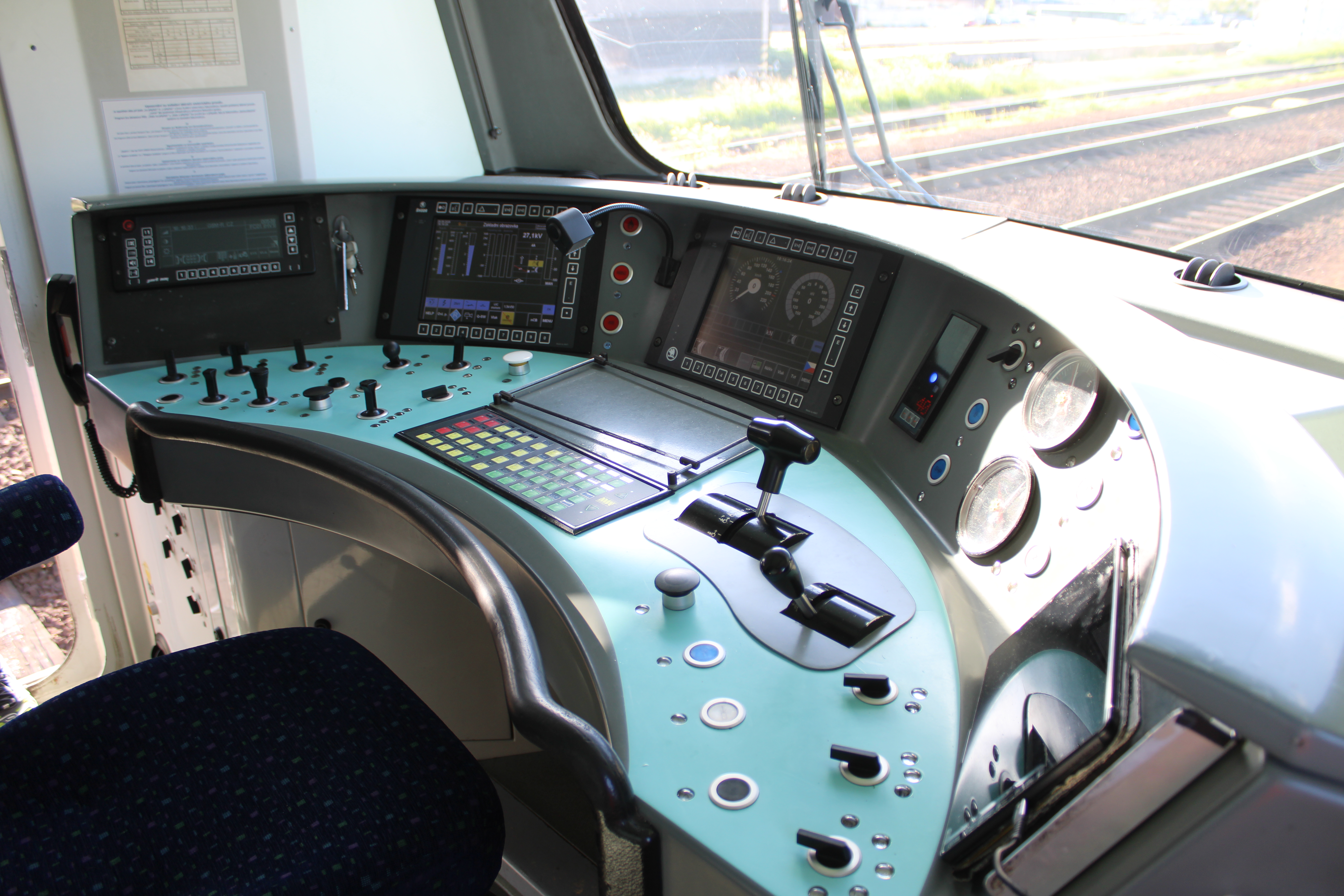
Führerpult mit Tastaturfeld für die Geschwindigkeitsregelung

Die Mikroprozessor-Steuerung ermöglicht die manuelle Bedienung, mit Geschwindigkeitsregelung (ARR – automatická regulace rychlosti) oder mit automatischer Zugführung (AVV – automatické vedení vlaku). Im manuellen Modus wird die relative Zugkraft über den kombinierten Fahrbremshebel gewählt, mit dem auch die selbsttätige Druckluft- und elektrodynamische Bremse bedient wird. Im ARR-Modus werden über ein Tastaturfeld die gewünschte Geschwindigkeit und die prozentuale Zugkraft angewählt. Im AVV-Modus erfolgt die vollautomatische Zugführung auf Basis magnetischer Informationspunkte auf der Strecke und der vom Lokführer eingegebenen Informationen. Mit der zentralen Fahrzeugsteuerung (CRV – centrální regulace vozidla) sorgt die AVV neben der Zugführung selbst auch für das Zusammenspiel von EDB und Druckluftbremse. Das Führerpult verfügt über zwei LCD-Monitore – einen für die Diagnose und einen für den Betrieb. Die Steuerkreise sind für eine Doppeltraktion und Wendezugsteuerung ausgelegt. Bei Ausfall der Steuerung ermöglicht die sogenannte Notfahrt das Räumen der Strecke.

#### Bordnetz, Sicherheitseinrichtungen
Das 24-Volt-Bordnetz wird von einer Nickel-Cadmium-Batterie gespeist. Das Aufladen erfolgt über ein statisches Ladegerät. Die Signalleuchten sind mit leuchtstarken LEDs ausgestattet. Die Lokomotiven verfügen über Überspannungsschutz, Überstromschutz, Differentialschutz, Gleit- und Schleuderschutz. Den elektronischen Tachometer lieferte Metra Blansko. Neben der tschechischen Zugsicherung Mirel VZ1 ist LZB 80E/PZB 90 und SHP für das Netz der PKP installiert. Die ETCS-Installation war ab Werk vorbereitet. Die ersten beiden diesbezüglichen Ausschreibungen der České dráhy verliefen jedoch ergebnislos, die dritte wurde storniert.

## Baugleiche Lokomotiven
Železničná spoločnosť Slovensko
Das slowakische Eisenbahnverkehrsunternehmen Železničná spoločnosť Slovensko (ZSSK) bestellte 2009 zwei Exemplare mit 160 km/h Höchstgeschwindigkeit und GSM-R/ETCS Level 1. Die Lokomotiven wurden im Jahr 2012 ausgeliefert. Eine Nachbestellung von Serienlokomotiven unterblieb.
DB Regio Oberbayern
DB Regio Oberbayern bestellte im Juni 2013 sechs Lokomotiven als Einsystemversion für das Wechselspannungssystem mit 15 Kilovolt 16,7 Hertz. Sie kommen zusammen mit neuentwickelten Doppelstockwendezügen als München-Nürnberg-Express zum Einsatz. Die Abnahme der Lokomotiven und Wagen vom Kunden DB Regio war allerdings „wegen anhaltender technischer Probleme“ langwierig.